# Robert Enes
Robert Manuel Enes (Melbourne, 22 de agosto de 1975) é um ex-futebolista profissional australiano, atuava como meia.

## Carreira
Robert Enes representou a Seleção Australiana de Futebol, nas Olimpíadas de 1996.